# Протести українських шахтарів (1996)
Протести українських шахтарів у 1996 році були серією страйків шахтарів по всій Східній Україні, головним чином на Донбасі. В 1996 році 800 000 осіб виступили проти умов гірничих робіт і відмовилися завантажувати вугілля. Основною більшістю було працівниками вугільних шахт, проте в лютому 1996 року до руху приєдналися інші групи шахтарів та робітників. Страйки переріс на 1 день як цілодобовий страйк. Однак спорадичні акції протесту проти бюджетного хаосу відбувались тривалий час на всьому сході країни.